# The Broadcast Tapes of Dr. Peter
The Broadcast Tapes of Dr. Peter è un documentario del 1993 diretto da David Paperny candidato al premio Oscar al miglior documentario.